# Upiga virescens
Upiga virescens is een vlinder uit de familie van de grasmotten (Crambidae). De wetenschappelijke naam van de soort is voor het eerst gepubliceerd in 1900 door George Duryea Hulst.
De soort komt voor in het zuidwesten van de Verenigde Staten en in Mexico.